# Monastère de Limbourg
Ne doit pas être confondu avec l'abbaye de Limbourg à Bad Dürkheim

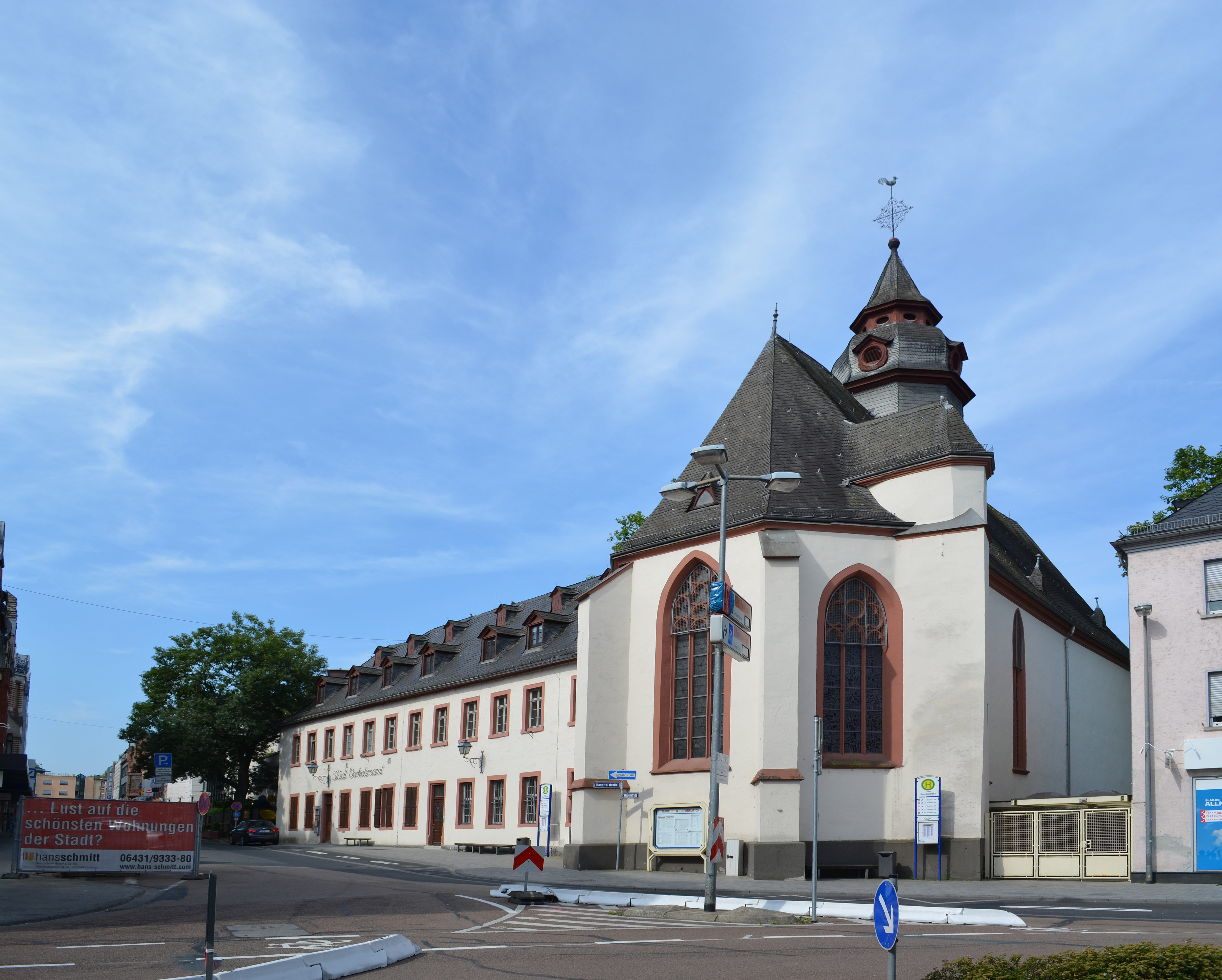
Le chœur de l'actuelle église Sainte-Anne est à l'origine une partie du monastère près de la porte Diezer

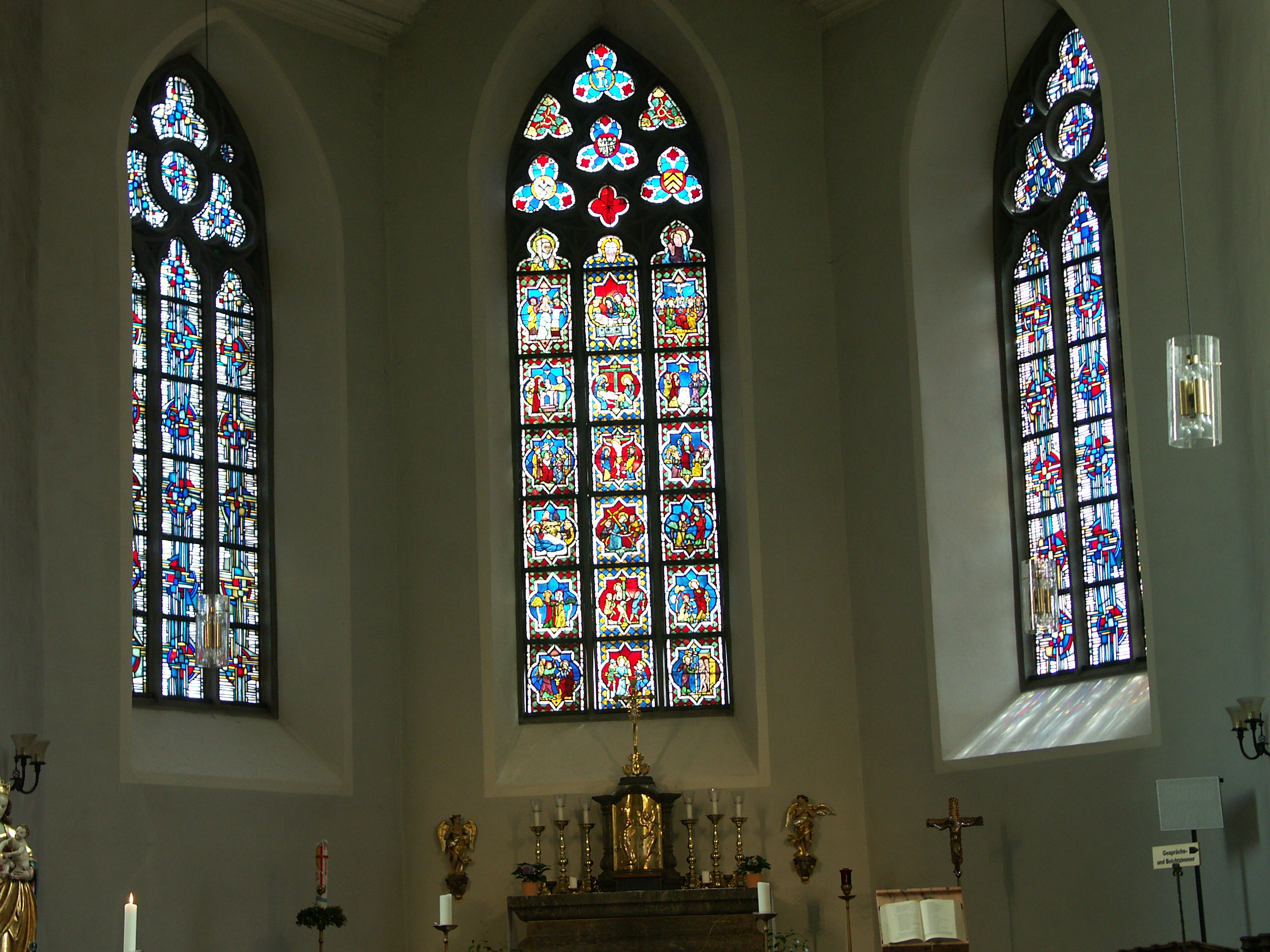
Vitraux médiévaux dans le chœur de l'ancienne église conventuelle

Le monastère guillemite de Limbourg (allemand : Wilhelmitenkloster Limburg) est un couvent de l'ordre des Ermites de Saint Guillaume à Limbourg-sur-la-Lahn (Hesse). Il a été actif à partir du XIIIe siècle et jusqu'en 1568. Quelques parties des bâtiments monastiques subsistent autour de l'église Sainte-Anne.

## Histoire
La date de fondation du monastère est inconnue. Les moines sont sans doute venus dans la ville à l'invitation de Gerlach Ier de Limbourg († 1289). Le premier endroit de leur installation était l'île sur la Lahn qui se trouve sous le pont de Limbourg, en aval. Les frères se sont consacrés au soin des malades et à l'hébergement des pèlerins de passage, sans délaisser le soin des âmes. Fondé après le couvent franciscain qui s'installa dès 1232 à Limbourg, le couvent des guillemites est le second et dernier couvent médiéval fondé dans la ville. Les guillemites sont désignés dans les sources comme les Windsbacher Mönche (« moines de Windbasch »). Ce nom pourrait renvoyer à Windbasch dans le faubourg de la porte Diezer, ou bien à un couvent guillemite nommé Windbasch à Bacharach.
Comme les inondations menaçaient les bâtiments sur l'île sur la Lahn, les moines ont désiré se déplacer, ce qui a été autorisé par l'archevêque de Trèves, Baudouin de Luxembourg en 1317. Les religieux se sont installés près de la Porte Diezer (Diezer Tor), dans un couvent racheté à l'Abbaye d'Eberbach. Ce couvent se trouvait dans le faubourg fondé sous Gerlach II de Limbourg (de). Le nouveau couvent fut dédié à Saint Guillaume de Malavalle, fondateur de l'ordre. L'église qui lui est dédiée, la Wilhelmskirche, a été édifiée vraisemblablement entre 1320 et 1350. Au cours des deux siècles suivants, les moines développèrent une ferme et des activités économiques.
L'ermitage de Guillemitines fondé en 1350 près de Fachingen par les Seigneurs de Westerburg (de), était rattaché au monastère des Guillemites. Il était habité par dix religieuses. En 1472 le pape Sixte IV éleva l'ermitage au rang de monastère indépendant. Un autre ermitage féminin s'est tenu de 1389 à 1564 près de Freiendiez.
En 1467, auprès du monastère de Limbourg, s'est fondée une confrérie sous le patronage de saint Jacques, Sankt Jakobus Bruderschaft. Il s'agissait d'une confrérie dédiée à la prière, dont les membres étaient des laïcs, ayant le droit d'être enterrés dans l'église. En retour, ils s'engageaient à soutenir les travaux d'entretien et les œuvres de charité.
L'église du monastère était l'une des stations du pèlerinage local attesté depuis 1562 selon la coutume romaine du Tour des sept églises.
Au début du XVIe siècle, le monastère devient un centre local de dévotion à sainte Anne. Cela semble remonter au prieur Peter von Düren, qui aurait ramené cette dévotion de sa ville natale, Düren, où l'on vénère une relique de la maison de Sainte-Anne. Un reliquaire important aurait été conservé aussi à Limbourg. En 1511, une confrérie de Sainte-Anne est mentionnée pour la première fois. Elle garde depuis un Limburger Mirakelbuch, qui rapporte 41 miracles advenus entre le 22 juillet 1511 et le 5 janvier 1512. C'est probablement la raison de l'octroi d'indulgence pour le pèlerinage de Sainte-Anne auprès des Guillemites de Limbourg par l'archevêque Richard de Volfrat (de) en 1512. Ce pèlerinage perd en importance assez vite (dès 1516), pour ne reprendre qu'au XVIIIe siècle.
Pendant la réforme, le déclin du monachisme touche aussi le monastère dont le dernier prieur meurt en 1568. Le monastère féminin de Fachingen avait été fermé dès 1564.
Le monastère de Limbourg revient alors à l'archevêché de Trèves, qui le cède à la ville pour en faire l'hôpital du Saint-Esprit (Heilig-Geist-Spital). L'église du monastère est agrandie pour en faire un sanctuaire à Sainte-Anne. Les vitraux du chœur du XIVe siècle ont été conservés. Le reste des archives du monastère a été intégré aux archives principales d'État de Hesse (de).

## Prieurs
Le monastère était dirigé par un prieur.
- Konrad (vers 1328)
- Johann Meler (vers 1395)
- Peter von Düren (vers 1511)
- Friedrich von Dehrn (vers 1568)